# Bill Hicks
William Melvin „Bill“ Hicks (16. prosince 1961 Valdosta, Georgie, USA – 26. února 1994 Little Rock, Arkansas, USA) byl americký komik, společenský kritik, satirik a muzikant.

## Život a kariéra
Zaměřoval se především na společenská témata, náboženství, politiku, filosofii a život. Jeho názory byly často kontroverzní, upozorňoval na zažitá dogmata a varoval před zhoubným „vývojem“ společnosti. Ve svých vystoupeních a poskytovaných rozhovorech často kritizoval konzum, povrchnost, průměrnost a banalitu v médiích a pop-kultuře, popisujíce je jako represivní nástroj vládnoucí třídy, neboť „lidé musí zůstat hloupí a apatičtí“, jen tak je lze totiž ovládat.
Hickovi bylo 16 let, když začal vystupovat jako stand-up komik v Comedy Workshop v Houstonu v Texasu roku 1978. Během osmdesátých let hodně cestoval po USA a byl účastníkem několika vyhledávaných televizních vystoupení. Nicméně bylo to v Anglii, kde Hicks získal významnou fanouškovskou obec a to především během turné roku 1991. Hicks zemřel na rakovinu slinivky v roce 1994 ve věku 32 let. Po jeho smrti získala jeho práce a odkaz uznání v kreativních kruzích. V roce 2007 byl zvolen čtvrtým nejlepším stand-up komikem v pořadu 100 nejlepších anglických komiků na Kanálu 4.
Hicks byl přitahován komediálním žánrem od útlého věku, napodoboval Woodyho Allena a Richarda Pryora a s jeho kamarádem Dwightem Sladem psali skeče. Jeho rodiče ho v 17 letech vzali k psychologovi, neboť byli znepokojeni jeho chováním. Psycholog však po jednom sezení terapii ukončil s tím, jak líčí Hicks, že problém „není v něm, ale v nich“.
Dokud neobjevil sílu a kouzlo komedie, chtěl se stát veterinářem. Miloval zvířata a tuhle práci chtěl dělat. Pak ho však zaujal Johnny Carson knihy o Woody Allenovi. Když viděl show Johnnyho Carsona v televizi, pomyslel si: „Tímhle se vážně člověk může živit?“ A rozhodl se, že tohle je to, co chce v životě dělat.
Hicks maturoval na Stratfordu v Houstnu a svá turné započal na začátku 80. let. Po několika letech, co vystupoval se stejným programem, začal cítit, že se jeho výstupy nikam neposouvají. Chtěl posunovat hranice kreativity stejně jako jeho idol Jimi Hendrix a Richard Pryor. Ve věku 21 let Hicks ještě nikdy nepil alkohol, nekouřil cigarety nebo zkusil drogy. Začal experimentovat s těmito látkami aby zjistil, zda intoxikace je skutečně cestou dál.